# Fred Wampler (Politiker)

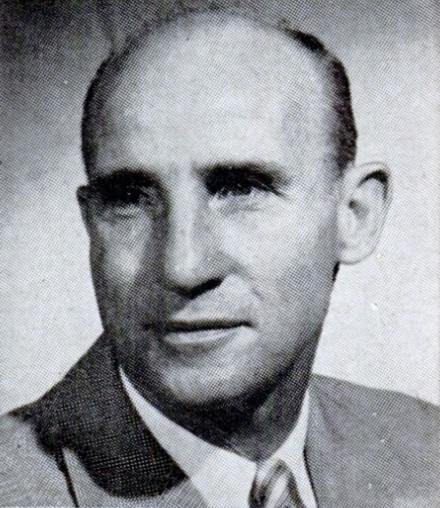
Fred Wampler, 1959

Fred Wampler (* 15. Oktober 1909 in Carriers Mills, Saline County, Illinois; † 8. Juni 1999 in Mason, Ohio) war ein US-amerikanischer Politiker. Zwischen 1959 und 1961 vertrat er den Bundesstaat Indiana im US-Repräsentantenhaus.

## Werdegang
Fred Wampler studierte bis 1940 an der Indiana State University in Terre Haute. Während des Zweiten Weltkrieges diente er zwischen 1944 und 1946 in der US-Marine. Von 1950 bis 1954, also auch während des Koreakrieges, war er erneut in dieser Waffengattung aktiv. Bis 1960 gehörte er deren Reserve an. Wampler arbeitete ansonsten als Lehrer und Rundfunksprecher. Politisch war er Mitglied der Demokratischen Partei. Bei den Kongresswahlen des Jahres 1958 wurde er im sechsten Wahlbezirk von Indiana in das US-Repräsentantenhaus in Washington, D.C. gewählt, wo er am 3. Januar 1959 die Nachfolge von Cecil M. Harden antrat. Da er im Jahr 1960 nicht bestätigt wurde, konnte er bis zum 3. Januar 1961 nur eine Legislaturperiode im Kongress absolvieren.
In den Jahren 1961 und 1962 arbeitete Wampler für die Indiana-Illinois Wabash Valley Interstate Commission. 1962 bewarb er sich erfolglos um die Rückkehr in den Kongress. Danach war er von 1963 bis 1970 als regionaler Koordinator im Außendienst des Bundesinnenministeriums tätig. Danach war er zwischen 1971 und 1976 beim Ministerium für Bodenschätze und Transporte des Staates Ohio beschäftigt. Fred Wampler starb am 8. Juni 1999 im Alter von 89 Jahren in Mason.